# Cráneo del niño de las estrellas
El cráneo del niño de las estrellas es un cráneo humano con malformación, probablemente perteneciente a un niño que murió como resultado de una hidrocefalia congénita.

## Historia
Según el Proyecto del niño de las estrellas, hace unos 65 años en una cueva de un poblado rural cerca de la región de las barrancas del cobre, al sur del estado mexicano de Chihuahua, una adolescente estadounidense encontró dos esqueletos completos enterrados en el túnel de una mina, esa misma noche los dejó afuera de su casa de campaña y una tormenta se llevó los esqueletos y curiosamente sólo aparecieron al día siguiente los cráneos. La joven volvió a su casa en El Paso, Texas, y guardó estos cráneos durante toda su vida. Según el estudio de carbono 14 los cráneos tienen una antigüedad de 900 años.
Tras su muerte, fueron entregados al matrimonio estadounidense de Ray y Melanie Young. Melanie, enfermera de cuidados neonatales, aseguró que no se trataba de ningún tipo de malformación humana, por lo que decidieron cederlo a evaluación profesional.
El cráneo pasó entonces a manos de los investigadores estadounidenses Lloyd Pye y Mark Bean, quienes con la colaboración de empresas especializadas en genética, como Trace Genetics CA USA, el Instituto Royal Holloway de Londres, además del apoyo del genetista Dr. Kem Paid y de varios especialistas en química, neurociencia y craneofisiología, llegaron a determinar que existe una probabilidad cercana al 90 por ciento de que el cráneo extraño sería de un ser híbrido de madre humana y padre de una raza no conocida.[cita requerida]

## Proyecto del Niño de las estrellas
El director del equipo de investigadores, Lloyd Pye, afirma que la existencia de seres extraterrestres en nuestro planeta podría quedar demostrada gracias a este descubrimiento.
Los científicos explican que en las imágenes se puede obtener la siguiente información: un cráneo es totalmente normal y pertenece a una mujer joven, de entre 20 y 30 años; en cambio, el otro (el cráneo del niño de las estrellas) se le atribuyó a un niño de cinco años y muestra una serie de alteraciones que no parecen propias de un ser humano. En el 2003 se le realizaron pruebas de ADN y los resultados fueron que los dos cráneos no están relacionados genéticamente; también resultó desconocido el gen del padre. Su morfología es muy extraña, con abultamiento a cada lado de los ojos y con la parte posterior alargada y aplastada. Además, las cuencas oculares son muy superficiales, por lo que se supone que la criatura carecía de movilidad en los ojos. Por otra parte, el denominado foramen magnum, el orificio que se encuentra en la base del cráneo y que lo une a la columna vertebral, se encuentra adelantado, casi en el centro de la base del cráneo.

## Leyenda
En cuanto al origen híbrido de este niño, los indígenas que habitan la zona donde se encontraron los cráneos cuentan una antigua leyenda sobre los "niños de las estrellas". Según estos relatos, que se remontan como mínimo a dos siglos atrás, unos seres procedentes de las estrellas dejaron embarazadas a varias mujeres que vivían en las aldeas más aisladas de la región. Después de dar a luz a estos niños de las estrellas los criaban durante varios años, hasta que sus padres regresaban del cielo para llevárselos. Debido a la relación con estos relatos se ha reforzado en algunos grupos la creencia de su origen extraterrestre (creacionismo alienígena).

## Explicaciones

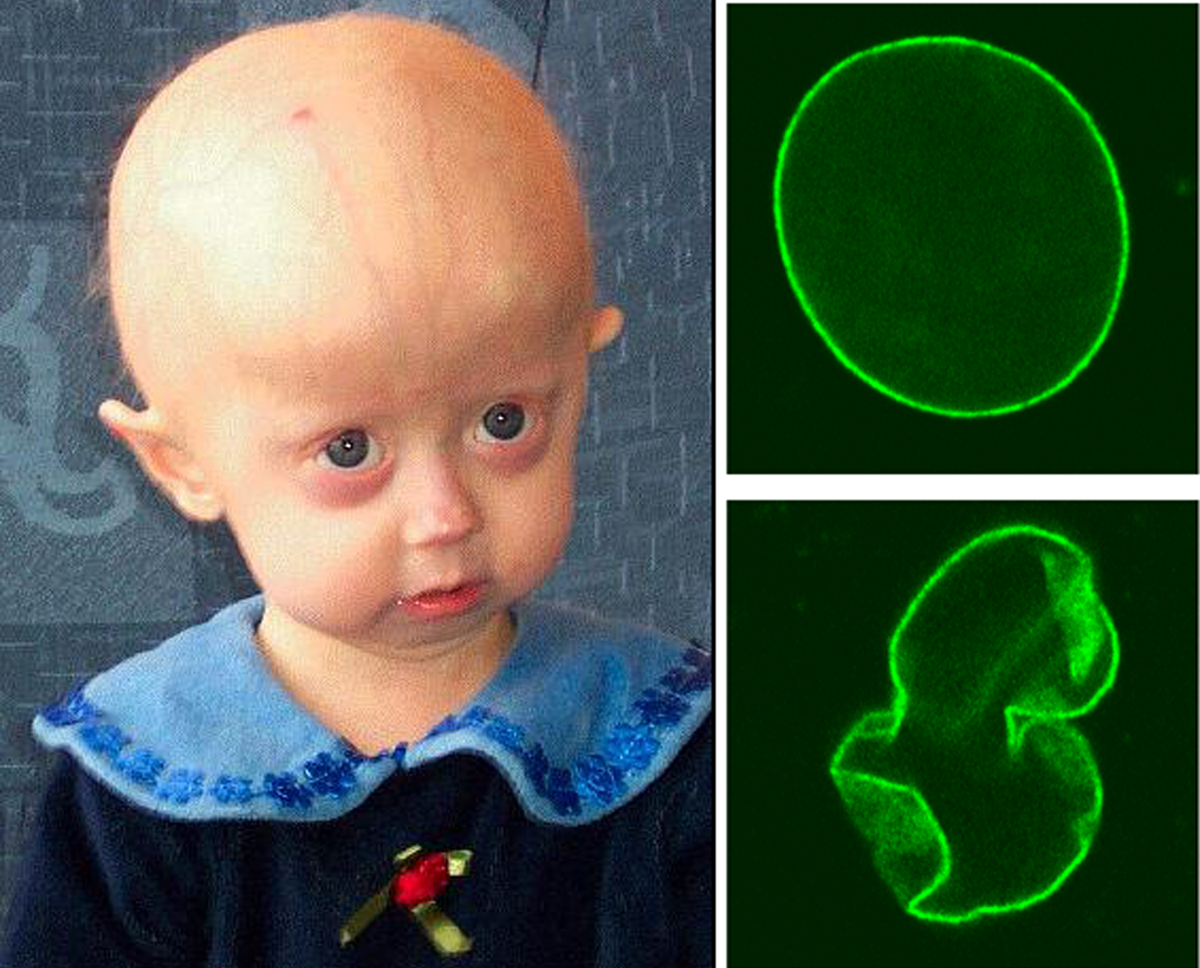
Paciente con progeria.

Las posibles explicaciones del origen de los dos cráneos van desde la creencia de que los restos encontrados correspondieran a una madre que intentó evitar que le arrebatasen a su hijo híbrido (descendiente humano y extraterrestre), hasta la posibilidad de que se tratase de un adulto y un infante exiliados de su comunidad por las malformaciones físicas del menor.
Otras explicaciones médicas señalan el uso de una cuna móvil, utilizada por los pueblos antiguos del norte del continente, en un niño con hidrocefalia, una posible braquiocefalia, o un posible caso de progeria.